# 직동탄광선
직동탄광선(直洞炭鑛線)은 평안남도 순천시에 있는 대건역과 직동탄광역을 연결하는, 조선민주주의인민공화국의 철도노선이다.

## 노선 정보
- 구간과 거리 : 대건역~직동탄광역(거리는 대략 8~10km)
- 역 수 : 4개(양단역 포함)
- 궤도 간격 : 1435mm(표준궤)
- 전철화 구간 : 전 구간(직류3000V)
- 복선 구간 : 없음

## 역 목록
| 역이름             | 영업거리 (km) | 접속노선               | 소재지          |
| ------------------ | ------------- | ---------------------- | --------------- |
| 대건(戴建)         | 0.0           | 대건선, 은산선, 모학선 | 평안남도 순천시 |
| 부산리(富山里)     |               |                        | 평안남도 순천시 |
| 부흥(富興)         |               |                        | 평안남도 순천시 |
| 직동탄광(直洞炭鑛) |               |                        | 평안남도 순천시 |

## 참고 자료
- 고쿠부 하야토(国分隼人), 《将軍様の鉄道 北朝鮮鉄道事情》, 新潮社, 2007, ISBN 978-4-10-303731-6